# أليكس سميث (1938)
اليكس سميث (بالإنجليزية: Alex Smith)‏ (29 أكتوبر 1938 بلانكستر في المملكة المتحدة - ) هو لاعب كرة قدم بريطاني في مركز حراسة المرمى. لعب مع بريستون نورث إيند وبولتون واندررز ونادي هاليفاكس تاون وأكرينجتون ستانلي ‏ ونادي ويموث.